# 荻野芳蔵
荻野 芳蔵（おぎの よしぞう、1866年10月11日（慶応2年9月3日）- 1929年（昭和4年））は、日本の実業家、政治家。衆議院議員。伏見紡績紛糾の元凶と目され「紡績界の怪物」と評された。

## 経歴
若狭国遠敷郡瓜生村（現福井県三方上中郡若狭町瓜生）で、荻野平之丞の二男として生まれる。
明治紡績支配人、伏見紡績取締役、西陣製織取締役、日本細糸紡績取締役、矢野鉱業取締役，大阪製錬監査役、九州林業監査役、日本ハム製造取締役などを務めた。
1903年夏に立憲政友会島根支部解散騒動が起こり、杉田定一以外の所属代議士が退会するという状況で杉田の片腕となった。1904年3月、第9回衆議院議員総選挙において福井県郡部から立憲政友会所属で出馬し次点で落選したが、時岡又左衛門の死去に伴い、同年10月、繰上補充で衆議院議員に就任した。第10回総選挙でも当選したが、1909年、日本製糖汚職事件で拘禁され、同年7月1日、衆議院議員を辞職。同年7月3日に、東京地方裁判所第二刑事部において重禁固8ヶ月の有罪の判決が言い渡された。その後、判決を不服として控訴、上告を行ったが、同年12月17日に大審院で判決が言い渡され、上告棄却となり、有罪が確定した。これにより勲四等を褫奪された。
その後、第11回、第14回総選挙に出馬したが、いずれも落選した。